# Han Ji-eun
Đây là một tên người Triều Tiên, họ là Han.
Han Ji-eun (tiếng Hàn: 한지은; sinh ngày 3 tháng 6 năm 1987) là nữ diễn viên người Hàn Quốc. Cô ra mắt diễn xuất vào năm 2010 trong bộ phim Ghost. Cô được biết đến với công việc của mình trong cả điện ảnh và truyền hình bao gồm Real (2017), Dạ quỷ (2018), Lang quân 100 ngày (2018), Bản chất của sự lãng mạn (2019) và Tình yêu chốn đô thị (2020).

## Tiểu sử

### Giáo dục
- 2005–2009: Đại học nữ sinh Dongduk (동덕여자대학교), Khoa Phát thanh Truyền hình và Giải trí – Đã tốt nghiệp Cử nhân

## Danh sách phim

### Phim
| Năm  | Nhan đề        | Vai diễn                            | Ghi chú | Ng.   |
| ---- | -------------- | ----------------------------------- | ------- | ----- |
| 2018 | Dạ quỷ         | Kyung-bin, Hoàng gia quý tộc Gyeong | Vai phụ | [ 3 ] |
| 2018 | Ổ khóa tử thần | Kang Seung-hye                      | Vai nhỏ | [ 4 ] |
| 2019 | Scent of Ghost | Seon-mi                             | Vai nhỏ | [ 5 ] |
| TBA  | Mora-dong      | Min Woo-jung                        |         | [ 6 ] |

### Phim truyền hình
| Năm     | Nhan đề                          | Kênh | Vai diễn                                   | Ghi chú                                   | Ng.    |
| ------- | -------------------------------- | ---- | ------------------------------------------ | ----------------------------------------- | ------ |
| 2019    | Bản chất của sự lãng mạn         | JTBC | Hwang Han-joo                              | Vai chính đầu tiên trong phim truyền hình | [ 7 ]  |
| 2019    | Psychopath Diary                 | tvN  | Người phụ nữ                               | Cameo (tập 2)                             | [ 8 ]  |
| 2020    | Kkondae Intern                   | MBC  | Lee Tae-ri                                 | Vai chính                                 | [ 9 ]  |
| 2021    | Bạn cùng phòng của tôi là Gumiho | tvN  | Trưởng nhóm Hwang của nhà xuất bản Hae Mil | Cameo (tập 1 và 5–6)                      | [ 10 ] |
| 2021–22 | Người hùng điên rồ               | tvN  | Lee Hui-gyeom                              | Vai chính                                 | [ 11 ] |
| 2023    | Ask the Stars                    | tvN  | Choi Go-eun                                | Vai phụ                                   | [ 12 ] |

### Phim chiếu mạng
| Năm  | Nhan đề                | Nền tảng          | Vai diễn        | Ghi chú       | Ng.    |
| ---- | ---------------------- | ----------------- | --------------- | ------------- | ------ |
| 2016 | Introduction to Beauty | Naver TV          | Lee Bong-ju     |               | [ 13 ] |
| 2020 | Tình yêu chốn đô thị   | KakaoTV / Netflix | Oh Seon-yeong   | Vai chính     | [ 14 ] |
| 2021 | Bàn tiệc của phù thủy  | TVING             | Người viết sách | Cameo (tập 8) | [ 15 ] |
| 2022 | Stock Struck           | TVING             | Yu Mi-seo       |               | [ 16 ] |

### Video âm nhạc
| Năm  | Tên bài hát | Ca sĩ           | Ng. |
| ---- | ----------- | --------------- | --- |
| 2015 | "It's Okay" | BtoB (ban nhạc) |     |